# Eupseudosoma niveum
Eupseudosoma niveum là một loài bướm đêm thuộc phân họ Arctiinae, họ Erebidae.